# Karagandy-Suryptau
Karagandy-Suryptau (kaz. Қарағанды-Сұрыптау; ros. Караганда-Сортировочная, Karaganda-Sortirowocznaja; dosł. Karaganda Rozrządowa) – rozrządowo-pasażerska stacja kolejowa w miejscowości Karaganda, w obwodzie karagandyjskim, w Kazachstanie. Położona jest na linii Astana – Szu, na trasie Nowego Jedwabnego Szlaku.

## Ruch pasażerski
W obrębie stacji znajduje się 3 przystanki kolejowe:
- perony przy głównym budynku stacji (Karagandy-Suryptau)
- Parowoznoje Diepo
- 713 km